# アドリアーノ・パナッタ
アドリアーノ・パナッタ (Adriano Panatta, 1950年7月9日 - ) は、イタリア・ローマ出身の男子プロテニス選手。1976年全仏オープン男子シングルス優勝者である。シングルス自己最高ランキングは4位。ATPツアーでシングルス9勝、ダブルス17勝を挙げた。身長183cm、体重81kg、右利き。

## 経歴
パナッタは1970年からデビスカップイタリア代表選手となり、1983年まで14年連続でデ杯に出場した。1972年全仏オープン1回戦で、イリ・ナスターゼを1-6, 9-7, 6-4, 6-3で破り、世界的な知名度を獲得した。この年のデビスカップで、パナッタは当地の大先輩であるニコラ・ピエトランジェリとダブルスを組む貴重な機会を得た。1973年5月、地元イタリアのフィレンツェの大会でATPツアーのダブルスで初優勝し、翌週のボーンマスの大会でシングルス初優勝を果たす。最初期のパナッタは、単複ともナスターゼとの対戦が多かった。
1976年全仏オープンでは、準々決勝でビョルン・ボルグの大会3連覇を阻止した後、決勝でハロルド・ソロモンを6-1, 6-4, 4-6, 7-6で破り、4大大会初優勝を決めた。イタリア人のテニス選手による4大大会男子シングルス優勝は、1959年, 1960年全仏選手権 (現在の全仏オープン) 2連覇を達成したニコラ・ピエトランジェリ以来16年ぶりであった (このパナッタの全仏優勝以降、男女を通じてイタリア人の4大大会シングルス優勝者は2010年全仏オープン女子シングルスで優勝したフランチェスカ・スキアボーネまで出現していない)。同年、パナッタはデビスカップでもイタリア代表の初優勝に貢献した。
その後、デビスカップでは1977年・1979年・1980年に準優勝があり、2度目の優勝には届かなかった。他の4大大会では、ウィンブルドン選手権では1979年のベスト8、全米オープンでは1978年の4回戦進出が自己最高成績である。パナッタはデ杯のイタリア代表選手として史上2位となる「64勝36敗」の記録を残した後、1984年9月に地元イタリアのパレルモ大会の男子ダブルス準優勝を最後に現役を退いた。

## 4大大会シングルス成績
略語の説明
| W | F | SF | QF | #R | RR | Q# | LQ | A | Z# | PO | G | S | B | NMS | P | NH |

W=優勝, F=準優勝, SF=ベスト4, QF=ベスト8, #R=#回戦敗退, RR=ラウンドロビン敗退, Q#=予選#回戦敗退, LQ=予選敗退, A=大会不参加, Z#=デビスカップ/BJKカップ地域ゾーン, PO=デビスカップ/BJKカッププレーオフ, G=オリンピック金メダル, S=オリンピック銀メダル, B=オリンピック銅メダル, NMS=マスターズシリーズから降格, P=開催延期, NH=開催なし.
| 大会             | 1969 | 1970 | 1971 | 1972 | 1973 | 1974 | 1975 | 1976 | 1977 | 1978 | 1979 | 1980 | 1981 | 1982 | SR     | W–L   |
| ---------------- | ---- | ---- | ---- | ---- | ---- | ---- | ---- | ---- | ---- | ---- | ---- | ---- | ---- | ---- | ------ | ----- |
| 全豪オープン     | 1R   | A    | A    | A    | A    | A    | A    | A    | A    | A    | A    | A    | A    | A    | 0 / 1  | 0–1   |
| 全仏オープン     | 1R   | 4R   | 3R   | QF   | SF   | 2R   | SF   | W    | QF   | 2R   | 3R   | 1R   | 2R   | 2R   | 1 / 14 | 34–13 |
| ウィンブルドン   | A    | 1R   | 3R   | 3R   | A    | 3R   | 3R   | 3R   | 2R   | A    | QF   | 3R   | A    | A    | 0 / 9  | 17–9  |
| 全米オープン     | A    | A    | A    | 1R   | 3R   | A    | A    | 2R   | 3R   | 4R   | 1R   | A    | 3R   | A    | 0 / 7  | 10–7  |
| Win–Loss         | 0–2  | 3–2  | 4–2  | 5–3  | 7–2  | 2–2  | 7–2  | 10–2 | 7–3  | 4–2  | 6–3  | 2–2  | 3–2  | 1–1  | 1 / 31 | 61–30 |
| Year End Ranking | –    | –    | –    | –    | 14   | 34   | 14   | 7    | 23   | 23   | 29   | 34   | 39   | 76   |        |       |